# Kuala Lumpur Open 1994
Il Kuala Lumpur Open 1994 è stato un torneo di tennis giocato sul sintetico indoor. È stata la 3ª edizione dell'evento, che fa parte dell'World Series nell'ambito dell'ATP Tour 1994. Il torneo si è giocato a Kuala Lumpur, in Malaysia, dal 26 settembre al 2 ottobre 1994.

## Campioni

### Singolare
Jacco Eltingh ha battuto in finale  Andrej Ol'chovskij con il punteggio di 7–6(1), 2–6, 6–4

### Doppio
Jacco Eltingh /  Paul Haarhuis hanno battuto in finale  Nicklas Kulti /  Lars-Anders Wahlgren con il punteggio di 6–0, 7–5